# Леон Щука
Леон Щука (пол. Leon Szczuka; 11 квітня 1696, Упіцький повіт — 17 квітня 1733, Несвіж) — єзуїтський священник і педагог.

## Біографія
Після закінчення єзуїтських шкіл 31 липня 1712 року вступив до Товариства Ісуса у Вільнюсі. Під керівництвом професора Людвіка Сакульського закінчив учительську семінарію в Крожах (1714—1715), а потім викладав в єзуїтських школах, зокрема в Пултуську (1715—1716). У 1718—1721 роках вивчав філософію у Віленській академії, у 1722—1726 роках — теологію у Варшаві, де вчився на священника.
Як здібний оратор і поет, він був професором риторики для екстернів у Варшавській єзуїтській колегії (1726—1727) та для єзуїтських семінаристів учительської семінарії в Слуцьку (1727—1728). У 1728-1731 роках — професор філософії Полоцької єзуїтської колегії та префект костелу в Екімані, а потім професор моральної теології та префект шкіл Мінської єзуїтської колегії (1731—1732) і префект шкіл Несвіжської єзуїтської колегії (1732—1733).